# Honk- en Softbalvereniging Kinheim
Il Corendon Kinheim è una squadra di baseball olandese con sede a Haarlem. La sua denominazione completa originale è Honk- en Softbalvereniging Kinheim, tuttavia è stata conosciuta anche con il nome di Corendon Kinheim per motivi di sponsorizzazione.

## Storia
Fondato nel 1935, il club ha vinto il suo primo storico titolo nazionale nel 1978. Un importante periodo di gloria fu vissuto a livello nazionale negli anni novanta, quando per cinque volte consecutive (dal 1992 al 1996) ha disputato le Holland Series, ovvero le finali scudetto. In quattro di queste occasioni la squadra fu sconfitta, ma nel 1994 seppe conquistare il suo secondo titolo nazionale grazie alla serie vinta per 3-2 sul DOOR Neptunus.
Nel 2006 il Kinheim ha terminato la regular season al primo posto in classifica, vincendo poi il suo terzo scudetto grazie al 3-2 nella serie finale contro i Konica Minolta Pioniers. Un successo che fu bissato l'anno seguente, sempre nelle finali contro i Konica Minolta Pioniers, questa volta con un 3-0 nella serie.
Nel 2007 arriva anche il primo storico titolo continentale, vinto in gara secca con il punteggio di 3-1 ai danni dei francesi del Rouen, in un incontro disputato proprio tra le mura amiche del Pim Mulierstadion. Il Kinheim ha vinto il suo quinto titolo nazionale nel 2012, sconfiggendo il Neptunus per 4-0. L'ultima finale disputata risale al 2015, quando perse la serie 4-1 contro lo stesso Neptunus.
Nel novembre 2016 la società ha annunciato la volontà di non iscriversi al successivo campionato olandese. Nel 2020 riesce a tornare nel massimo campionato olandese, anche se in una squadra combinata con i rivali cittadini del DSS.

## Palmarès
- Campionati olandesi: 5

1978, 1994, 2006, 2007, 2012
- European Cup: 1

2007